# Беломорски проход
Елидже или Беломорски проход е планински проход (седловина) в Южна България и Северна Гърция, между Ардински дял на Западни Родопи на запад и планинския рид Жълти дял на Източните Родопи на изток. Той е един от трите прохода свързващи България с Беломорска Тракия през Родопите. Той свързва долината на Чепинска река (десен приток на Арда) с долината на река Сушица (на гръцки Компсатос), вливаща се в езерото Буругьол.

## История
След Първата световна война пътят през Беломорския проход е прекъснат от границата между България и Гърция. Между Балканската и Първата световна война, когато Беломорска Тракия е част от България, се планира изграждането на железопътна линия през прохода, като е построен участъкът от Пловдив до Асеновград. По време на окупацията на Беломорска Тракия от България по време на Втората световна война тези планове са подновени, но не се стига до практически действия.
До 1944 г. проходът активно се е използвал за превоз на стоки, товари, хора и животни от България за Беломорието и обратно. След това е изоставен и по границата е изградена охранителна мрежа (кльон), която функционира до края на 20-ти век.
След промените започват преговори между България и Гърция за възстановяване на тази транспортна връзка между двете страни. От българска страна е построен нов панорамен път, който започва северозападно от село Чепинци на 764 m н.в. и след 5,9 km завършва при държавната граница на седловината с височина 1010 m. Той е крайният участък от 5,9 km на второкласния Републикански път II-86 Пловдив – Смолян – Рудозем – ГКПП Рудозем – Ксанти.
От км 141,5 до км 147,4 в началото на 2020 година започва изграждането на ГКПП Рудозем – Ксанти, което се очаква да завърши до началото на 2025 година. На гръцка територия има камионен път, който от седловината след около 7 km слиза в гръцкото село Демирджик (Димари) на 756 m н.в. и от там продължава на юг, по долината на река Сушица (Компсатос) за град Ксанти и Беломорска Тракия.

## Други
На Беломорския проход е наречена улица в квартал „Лозенец“ в София (Карта).

## Топографска карта
- Лист от карта K-35-86. Мащаб: 1 : 100 000.